# 볶은쌀가루
볶은쌀가루는 라오스 요리, 베트남 요리, 캄보디아 요리, 태국 요리 등 동남아시아 요리에 쓰이는 식재료이다. 쌀(찹쌀이나 재스민쌀 등)을 볶은 다음 빻아 만든 쌀가루이다. 멥쌀가루인 경우도 있고 찹쌀가루인 경우도 있다.

## 이름
- 라오스: 쿠어 카우(ຂົ້ວເຂົ້າ), 카우 쿠어(ເຂົ້າຂົ້ວ)
- 베트남: 틴 가오(thính gạo), 틴(thính)
- 캄보디아: 앙꼬 링(អង្ករលីង)
- 태국: 카오 쿠아(ข้าวคั่ว)

## 같이 보기
- 쌀가루
- 찹쌀가루